# شبگرد (فیلم ۱۳۵۴)
شبگرد فیلمی به کارگردانی امان منطقی و نویسندگی کریم بهی و امان منطقی محصول سال ۱۳۵۴ است.

## خلاصه داستان
شبگرد (رضا بیک‌ایمانوردی)، که مردی لال است، شوکت (شورانگیز طباطبایی) را، که خوانندهٔ کاباره است، از دست چند مرد می‌رهاند و به خانه محقر خود می‌برد…

## بازیگران
- رضا بیک ایمانوردی
- شورانگیز طباطبایی
- شهرام ثمینی‌پور
- میرزاده
- منوچهر حامدی
- محمدولی احمدلو
- بهرامی
- لاله
- امیری